# Львов, Степан Фёдорович
Князь Степан Фёдорович Львов (ум. 1693) — русский государственный деятель, стольник, окольничий и воевода во времена правления Алексея Михайловича, Фёдора Алексеевича, правительницы Софьи Алексеевны, Ивана V и Петра I Алексеевичей.
Из княжеского рода Львовых. Старший сын дворянина московского князя Фёдора Дмитриевича Львова, брат стольника Никиты Фёдоровича, дядя боярина Михаила Никитича. Двоюродный брат — князь Алексей Михайлович Львов.

## Биография
Впервые князь Степан Фёдорович Львов упоминается в 1646 году, когда он в чине стольника «дневал и ночевал» на государевом дворе. Во время правления царя Алексея Михайловича (1645—1676) сопровождал его в богомольных и загородных походах. В 1658-1676 годах в Боярской книге записан стольником. В 1669 году «дневал и ночевал» при гробе царевича Симеона Алексеевича. В 1675-1676 годах находился на воеводстве в Нижнем Новгороде.
При царе Фёдоре Алексеевиче (1676—1682) князь Степан Фёдорович Львов был пожалован в 1677 году в окольничие. В 1680 году обедал по царскому указу у патриарха Иоакима на Пасхальной недели. Сопровождал царя в его загородных походах, иногда посылался вперед для заимки станов. В январе 1682 года С. Ф. Львов подписал пятьдесят первым соборное постановление об отмене местничества, в мае дневал и ночевал у гроба царя Фёдора Алексеевича.
В 1683-1685 годах князь Степан Фёдорович Львов часто назначался на крестные ходы из Успенского собор в разные московские монастыри. В Успеньев день обедал у патриарха в крестовой палате. Часто сопровождал царя Петра Алексеевича в его походах на богомолья и подмосковные села. В 1692 году при царях Иване V и Петре I показан вторым окольничим.
Умер в 1693 году.

## Семья
От брака с неизвестной имел детей:
- Князь Львов Яков Степанович — стольник, дневал и ночевал у гроба царя Фёдора Алексеевича (1682), в походе с Государём из Москвы в Архангельск (1693), двадцатый стольник (1703), от него происходят все князья Львовы новейшего времени
- Князь Львов Матвей Степанович — стольник, в походе с Государём из Москвы в Архангельск (1693).